# ファニング (フリゲート)
|          |                                                                |
| 艦歴     |                                                                |
| 発注     | 1964年7月22日                                                  |
| 起工     | 1968年12月7日                                                  |
| 進水     | 1970年1月24日                                                  |
| 就役     | 1971年7月23日                                                  |
| 退役     | 1993年7月31日                                                  |
| その後   | 1993年7月31日にトルコ海軍へ移管                                |
| 除籍     | 1995年1月11日                                                  |
| 性能諸元 |                                                                |
| 排水量   | 基準: 3,068t                                                   |
| 排水量   | 満載: 4,130t                                                   |
| 全長     | 133.5 m (438 ft)                                               |
| 全幅     | 14.33 m (47 ft)                                                |
| 吃水     | 7.62 m (24.75 ft)                                              |
| 機関     | 水管ボイラー (84.4at, 538℃)×2缶                                |
| 機関     | 蒸気タービン (35,000hp)×1基                                    |
| 機関     | スクリュープロペラ×1軸                                         |
| 速力     | 最大: 27ノット以上                                             |
| 航続距離 | 4,500海里 (20ノット巡航時)                                     |
| 乗員     | 士官16名、曹士211名                                            |
| 兵装     | Mk.42 5インチ単装速射砲×1基                                    |
| 兵装     | Mk.15 20mmCIWS×1基 ※BPDMSと交換に後日装備                      |
| 兵装     | シースパローBPDMS 8連装発射機×1基 ※後日装備, 後にCIWSに換装    |
| 兵装     | Mk.16 8連装ミサイル発射機×1基 (アスロックSUM, ハープーンSSM用) |
| 兵装     | Mk.32 mod.9 連装短魚雷発射管×2基                               |
| 艦載機   | QH-50 DASH×2機 ※SH-2 LAMPSヘリコプター×1機に 後日換装          |
| FCS      | Mk.68 砲射撃指揮用                                             |
| FCS      | Mk.114 水中攻撃指揮用                                          |
| センサ   | AN/SPS-40 対空捜索レーダー                                     |
| センサ   | AN/SPS-10 対水上捜索レーダー ※AN/SPS-67に後日換装              |
| センサ   | AN/SQS-26CX 艦首装備ソナー                                     |
| センサ   | AN/SQS-35 可変深度ソナー ※AN/SQR-18戦術曳航ソナーに後日換装    |
| 電子戦   | AN/WLR-1C電波探知装置 ※AN/SLQ-32に後日換装                     |
| 電子戦   | AN/ULQ-6C電波妨害装置 ※AN/SLQ-32への換装と同時に撤去           |
| 電子戦   | Mk.137 6連装デコイ発射機×2基 ※後日装備                         |
| モットー | Indomitable                                                    |

ファニング (英語: USS Fanning, FF-1076) は、アメリカ海軍のフリゲート。ノックス級フリゲートの1隻。艦名はナサニエル・ファニングに因む。その名を持つ艦としては3隻目。就役時は護衛駆逐艦に分類された。

## 艦歴
ファニングはカリフォルニア州サンペドロのトッド・パシフィック造船所で1968年12月7日に起工する。1970年1月24日に進水し、1971年7月16日に海軍に引き渡され、1971年7月23日に就役した。
ファニングは1993年7月31日に退役し、1995年1月11日に除籍された。その後防衛援助計画に基づきトルコへ移管された。トルコ海軍では アダテペ (Adatepe, F-251) の艦名で就役し、2001年に退役した。